# Geknoopte zeedraad
De geknoopte zeedraad (Obelia geniculata) is een hydroïdpoliep uit de familie Campanulariidae. Obelia geniculata werd in 1758 vermeld door Carl Linnaeus in de tiende editie van zijn Systema naturae.

## Beschrijving
De geknoopte zeedraad is herkenbaar aan de platte wortelmassa op de ondergrond waaruit de stelen duidelijk zigzaggend oprijzen. De hoogte is 2,5 tot 5 cm en de omvang van een kolonie kan zo'n 30 cm bedragen. Een enkele keer zijn de stelen ook vertakt. De poliepenhuisjes (hydrothecae) zitten op korte, geringde steeltjes op de 'knieën' van de steel. Het zijn ondiepe theca met gladde randen en de poliepen steken er met hun tentakelkrans uit. De gonotheca zijn langwerpig en hebben een soort kraagje bij de opening. Ze zitten vlak op de hydrotheca. De kleur is doorschijnend wit, waarbij de stelen naar beneden toe geleidelijk lichtbruin worden.

## Verspreiding
De geknoopte zeedraad leeft bijna overal ter wereld in gematigde tot subtropische streken. De soort wordt aangetroffen op grote wieren, vooral suikerwier (Laminaria saccharina) en de gezaagde zee-eik (Fucus serratus), alsmede op schelpen, stenen en hout.